# Nyakaboza
Nyakaboza är ett periodiskt vattendrag i Burundi.   Det ligger i provinsen Rutana, i den södra delen av landet, 100 km sydost om huvudstaden Bujumbura.
I omgivningarna runt Nyakaboza växer huvudsakligen savannskog. Runt Nyakaboza är det ganska tätbefolkat, med 207 invånare per kvadratkilometer.